# Stig Lönnqvist
Stig Lönnqvist (Finlandia, 12 de abril de 1949) fue un atleta finlandés especializado en la prueba de 4x400 m, en la que consiguió ser medallista de bronce europeo en 1974.

## Carrera deportiva
En el Campeonato Europeo de Atletismo de 1974 ganó la medalla de bronce en los relevos 4x400 metros, con un tiempo de 3:03.57 segundos, llegando a meta tras Reino Unido y Alemania del Oeste (plata), siendo sus compañeros de equipo: Ossi Karttunen, Markku Taskinen y Markku Kukkoaho.